# Riserva naturale regionale orientata dei Laghi di Conversano e Gravina di Monsignore
La riserva naturale regionale orientata dei Laghi di Conversano e Gravina di Monsignore è un'area naturale protetta situata nella città metropolitana di Bari.

## Storia
La riserva, istituita il 13 giugno 2006, è stata inclusa nell'Elenco delle Aree naturali protette italiane solo a partire dall'aggiornamento 2010.